# Peperomia teresitensis
Peperomia teresitensis är en pepparväxtart som beskrevs av William Trelease. Peperomia teresitensis ingår i släktet peperomior, och familjen pepparväxter. Inga underarter finns listade i Catalogue of Life.